# Prijeđel
Prijeđel (cyr. Пријеђел) – wieś w Bośni i Hercegowinie, w Republice Serbskiej, w gminie Foča. W 2013 roku liczyła 52 mieszkańców.